# James A. Beaver
James Addams Beaver, född 21 oktober 1837 i Perry County i Pennsylvania, död 31 januari 1914, var en amerikansk republikansk politiker. Han var Pennsylvanias guvernör 1887–1891. 
Beaver utexaminerades 1856 från Jefferson College och deltog i amerikanska inbördeskriget som officer i nordstaternas armé. Han sårades i strid flera gånger och ena foten måste amputeras.
Beaver efterträdde 1887 Robert E. Pattison som Pennsylvanias guvernör och efterträddes 1891 av företrädaren Pattison. Beaver avled 1914 och gravsattes i Bellefonte.